# アラン・フリード
アラン・フリード（Alan Freed、1921年12月15日 - 1965年1月20日）は、アメリカのラジオDJ。

## 概要
1950年代に人気を博した。自身の番組内で、黒人に親しまれていた音楽ジャンルのリズム・アンド・ブルースを積極的に放送し、それをロックンロールと呼んで、白人の若者達の間に紹介し、流行・定着させた。また、全米各地でダンス・パーティを開催したり、映画にも積極的に出演するなど、ロックンロールの普及のためにあらゆる方面で活躍した。やがて、白人・黒人の両人種の若者に支持されるカリスマ的存在になったが、1960年代初頭に、スキャンダルをきっかけにして音楽業界から排斥された。
死後の1986年に、この年に創設された「ロックの殿堂」に演奏者ではない人物として初めて選出された。ロックが音楽シーンの中に定着した現在では、「ロックンロール」という言葉の生みの親として、そしてロック草創期を彩る人物の一人として頻繁に紹介され、広く認知されている。

## 経歴

### DJを目指して
本名はアルバート・ジェームズ・フリード（Albert James Freed）。ユダヤ系の父親、ウェールズ系の母親のもとに、ペンシルベニア州ウィンドバーで生まれた。
11歳のときに、一家はオハイオ州セーラムに移住し、フリードはそこで学生生活の大半を送った。高校ではダンス・ミュージックに傾倒し、ザ・サルタンズ・オブ・スウィングという名のジャズ・バンドを結成。本人はリーダーでトロンボーンを演奏した。しかし病気で耳を悪くしたため、バンドで大成する夢はあきらめた。
大学在学中にラジオ局のDJの仕事に興味を持つようになり、兵役後の1942年、ペンシルベニア州ニューキャッスルのラジオ局・WKSTに入社したのを皮切りに、翌1943年にはオハイオ州ヤングスタウンのWKBN局でスポーツ・キャスターになり、翌1944年にはオハイオ州アクロンのWAKR局で、ジャズやポップ・ミュージックを放送する人気番組の制作に関わった。
1949年にオハイオ州クリーブランドに移る。1951年、同市のWJW局で働いていたところ、念願のDJの仕事を託されることになった。『レコード・ランデヴー』というクラシック・レコード専門番組だった。

### 人生の転機
ある日、フリードは番組のスポンサーで地元レコード店のオーナーであるレオ・マインツ（Leo Mintz）の店に招かれ、白人のティーンエイジャーが店内放送で流れるリズム・アンド・ブルースに合わせて楽しく踊っている場面を見かけて衝撃を受けた。マインツの勧めもあり、フリードはリズム・アンド・ブルースを専門に放送するラジオ番組を作ることを決心した。
1951年7月11日、担当番組『レコード・ランデヴー』を『ムーンドッグズ・ロックンロール・パーティ』へと改変した。この番組では、白人向けの流行歌には目もくれず、チャック・ベリーやリトル・リチャード、レイ・チャールズといった黒人ミュージシャンのレコードをヘビーローテーションで放送した。また、自らを「ムーンドッグ」と名乗り、流す曲のほとんど全てを「ロックンロール」と呼んで紹介した。フリードは、黒人音楽を白人向けの番組で流した最初の白人DJとなった。この日の放送は、深夜帯でありながら大きな反響を呼んだという。
なお、「ロックンロール」という言葉を発明したのはフリードではない。「ロックンロール」はもともと黒人の間で使用されていたスラングで、はじめはセックスを示唆するものであったのが「楽しい時を過ごす」「パーティをする」などの意味を持つようになり、ブルースやジャズのヴォーカルにおける歌詞中に表れるようになったものである。1950年代初めからはリズム・アンド・ブルースの歌詞にも表出するが、いずれにせよそれは当時の（特に中産階級の）白人にとっては聞き馴染みのない表現だった。フリードはこの種の音楽を、白人の若者にとって新鮮でクールな響きを持つ「ロックンロール」という名前に呼びかえたことで、広く紹介することに成功した。
1952年3月、フリードは地元クリーブランドで「ムーンドッグ・コロネーション・ボール（Moondog Coronation Ball）」と名付けた、ダンス・パーティ形式のコンサート開催を計画した。このコンサートは白人と黒人の参加客が入り混じって踊ることが意図されたもので、人種差別が根強く公然化していた当時のアメリカ社会では異例のことだった。会場であった収容人数1万人のアリーナには、2万人を超える若者たちが押し寄せたが（参加客の半数以上は白人だったと伝えられている）、当時において異例の事態に直面した州当局は、このイベントを急遽中止させた。これに不満を持った若者たちは、ゲートを押し破るなど暴徒化したと伝えられている（このイベントは、現在では史上初のロック・コンサートとして認知されている）。フリードは州当局の圧力に屈せずに、その後もコンサートを次々に開催、それらはいずれも大きな成功を収めた。

### 移籍、度重なる圧力
フリードの活動は、ラジオや新聞を通して全米に知れ渡るようになり、彼はクリーブランドを離れて新天地での活躍を目指すことになった。1954年9月、WJW局との契約が満期に達すると、フリードは最高額の契約金を提示したニューヨークのWINS局に移籍した。
彼の番組『ロックンロール・ショー』は、夜間の比較的早い時間帯に放送された。WINS局は数ヶ月のうちに聴取率全米ナンバー1のAM局になった。
1955年には、ニューヨーク・ブルックリンのパラマウント・シアターでロック・コンサートを開催。フリード自身が司会を務めた。このコンサートの模様はCBS系列のラジオ局を通じて全米に放送され、ロックンロールとフリードの人気は絶頂を極めた。この時期には『ロック・アラウンド・ザ・クロック』（Rock Around the Clock , 1956年）、『ロック、ロック、ロック!』（Rock, Rock, Rock!, 1956年）、『ドント・ノック・ザ・ロック』（Don't Knock the Rock, 1957年）等のロックンロールを用いた音楽映画にDJ役で出演している。
黒人発祥の「ロックンロール」を世に広めていくフリードを「ニガー・ラヴァー」呼ばわりし、非難を浴びせる人々は少なくなかった。その中心は、政界・教育界・宗教界に代表される白人の保守層や、南部の白人至上主義者たちであった。フリードが若者の注目を集めるにしたがって、彼らは次第に大きな圧力をかけていった。
1957年、フリードは全国ネットのテレビ局ABCに招かれ、ロックンロールを中心にすえたテレビ番組『アラン・フリード・ショー』を開始したが、黒人歌手のフランキー・ライモンが白人の少女と一緒にダンスをするシーンに対して南部の系列団体が激しく抗議し、数週間のうちに番組は放送中止に追い込まれてしまった。
全米各地でフリードが開催していたロックンロール・コンサートでも、地方当局の監視はいっそう厳しくなっていった。1958年5月、マサチューセッツ州ボストンで行われたコンサートで、過剰警備を敷く警官隊と観客との間で暴動が発生すると、地方当局は暴動を扇動した容疑でフリードを告訴した。後にこの訴えは退けられたものの、WINS局は一連の事件の影響を考慮してフリードとの契約更新を見送った。WINSに見限られたフリードは、同じくニューヨークに拠点を構えるラジオ局・WABCに移った。

### ペイオラと死
やがて、フリードは「ペイオラ・スキャンダル（英語版：Payola）」と呼ばれる音楽業界内の不祥事に巻き込まれるに至った。Payolaとは、支払いを意味するpayとレコードプレイヤーの代名詞であったVictrolaの合成語で、レコード会社がDJに働きかけて特定のレコードを流してもらう見返りに、DJにリベートを支払うことをさす言葉である。DJは雇用的に不安定な職業で賃金も低かったため、生活の大半をこのペイオラに頼っていた。また、1950年代当時はペイオラを違法とする法律も存在しなかったため、そのやりとりは業界内で慣例化し、謝礼行為として認知されていた。
しかし1958年、米国作曲家作詞家出版者協会（ASCAP）はペイオラを放送倫理の腐敗と激しく非難し、下院議会に意見を諮っていた。議会はこの意見を聴き入れ、ペイオラを商業上の賄賂とみなし、違法とする法律を制定した。これにより、1959年から1960年にかけて、ペイオラに関わったDJをはじめとする音楽関係者の多くが、容赦なく業界から追放された。全米で最も有名なDJとなっていたフリードも、司法の追及をまぬがれることはできなかった。
1959年11月に、所属のWABC局から「過去いかなるレコード会社からも金品をもらっていない」という宣誓書に署名を求められたが、これを断ったため、WABC局はフリードを解雇した。その後フリードは、1960年5月に商業贈収賄（Commercial bribery）の罪で告発され、その結果、1962年に罰金300ドルと6ヶ月の謹慎処分の実刑判決を受けた。
WABCから解雇されたフリードはニューヨークを離れ、カリフォルニア州ロサンゼルスのKDAY局、フロリダ州マイアミのWQAM局などを渡り歩いた。しかし、かつてのように自由なスタイルで仕事を任されることはなく、いずれも長続きしなかった。次第に彼は自暴自棄に陥り、アルコールに依存する日々が続いた。また、罰金のために多額の負債を抱えたことで自宅を差し押さえられ、生活すらままならなくなった。1965年1月、フリードは肝硬変と尿毒症を患い、43歳で死去した。

### 死後の評価
1986年、地元クリーブランドに設立された「ロックの殿堂」に非演奏者部門で選出された（ロックの殿堂入り受賞者の一覧#非演奏者部門を参照）。現在では「ロックンロールの生みの親」「ミスター・ロックンロール」「キング・オブ・ロックンロール」などと称えられ、再評価されている。

## エピソード
- フリードのDJスタイルは独特なものであった。たびたび酒を飲んでスタジオ入りし、放送中の大半の時間は黒人英語独特の「ジャイブ・トーキング」をまねた猛烈な早口で番組を進行した。また、マイクロフォンのスイッチを入れたまま、曲に合わせてカウベルや分厚い電話帳をたたいてリズムをとったり、レコードと一緒に歌ったりといったパフォーマンスも取り入れた。このような番組進行はかなりハードなものであるが、彼が放送を休むことはほとんどなかったという。こうした彼のスタイルは業界内で評判を呼び、後にフリードをまねたDJが全米各地に現れた。
- フリードは偏見を持たずに音楽に接した。WINS局で番組を担当していた当時、リズム・アンド・ブルースのレコードには白人ミュージシャンによる白人向けのカバー・バージョンのものが広く流通していたが、黒人ミュージシャンのオリジナル盤にこだわり続け、カバーは決して放送しようとしなかった。上記のテレビ番組で問題になった白人と黒人によるダンスシーンに関しても、フリード自身は何の違和感も持たなかった。
- クリーブランドのプロバスケットボールチーム、クリーブランド・キャバリアーズのチームマスコットは犬をモチーフにしたものであり、その名はフリードの愛称でもあった「ムーンドッグ」である。